# Garry Bridge (Tolsta)

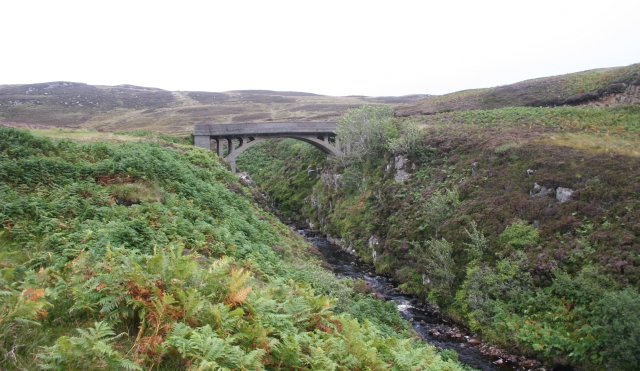
Blick auf das Tal und die Brücke

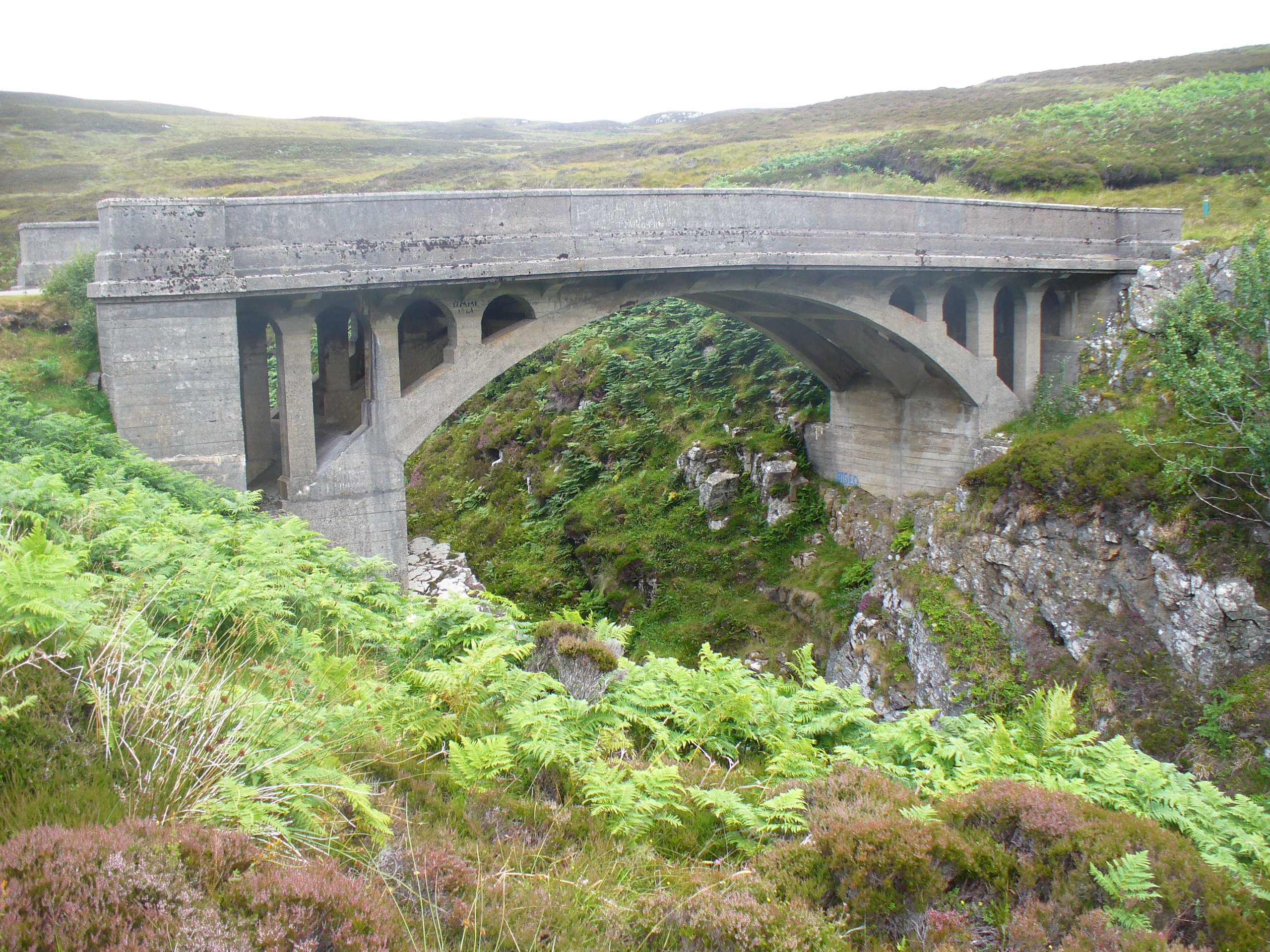
Nahaufnahme der Garry Bridge

Die Garry Bridge ist eine Brücke, die nördlich der Ortschaft Tolsta auf der zu den Äußeren Hebriden zählenden Isle of Lewis, einer Insel vor dem Nordwesten Schottlands, steht. Ihren Namen trägt sie von dem tief in die Landschaft eingeschnittenen Bach Garry, über den sie mit einer Länge von 25 Metern und einer Höhe von 15 Metern führt.
Erbaut wurde die Garry Bridge Anfang der 1920er Jahre auf Betreiben von Lord Leverhulme, der geplant hatte, das Gebiet der Nordostküste der Insel bis hin zum im Norden gelegenen Ness mit einer neu erbauten Straße zu erschließen. Nach dessen Tod 1925 wurde das Projekt nicht weiterverfolgt. Eine durchgehende Straße, die von Newmarket bei Stornoway kommende B895 endet bei Tolsta. Ein zur Brücke und etwa anderthalb Kilometer darüber hinaus führender Weg kann von Wanderern genutzt werden. Aufgrund der Geschichte und der verkehrlichen Situation findet sich die Bezeichnung Bridge to nowhere, (deutsch: „Brücke nach Nirgendwo“), dies entspricht auf Deutsch einer So-da-Brücke.
Seit 1993 ist die Stahlbetonbrücke als Listed Building der Kategorie B eingestuft.